# Kolibřík fialovohlavý
Kolibřík fialovohlavý (Klais guimeti) je druh ptáka z čeledi kolibříkovitých. Je to jediný druh rodu Klais.
Kolibřík fialovohlavý se vyskytuje v Bolívii, Brazílii, Kolumbii, Kostarice, Ekvádoru, Hondurasu, Nikaragui, Panamě, Peru a Venezuele. Jeho přirozenými stanovišti jsou subtropické a tropické vlhké nížinné lesy, subtropické a tropické vlhké horské lesy a silně degradované bývalé lesy.

## Taxonomie
Kolibřík fialovohlavý byl popsán v roce 1843 francouzským ornitologem Julesem Bourcierem ze vzorků odebraných poblíž Caracasu ve Venezuele. Bourcier vymyslel binomické jméno Trochilus guimeti. Kolibřík fialovohlavý je dnes jediným druhem zařazeným do rodu Klais, který byl představen v roce 1854 německým přírodovědcem Ludwigem Reichenbachem. Rod je pojmenován po Kleisovi (nebo Cleisovi), dceři lesbické básnířky Sapfó. Konkrétní jméno bylo vybráno na počest francouzského chemika Jean-Baptiste Guimeta.
V současnosti jsou uznávány tři poddruhy:
- K. g. merrittii (Lawrence, 1860) - od východního Hondurasu po východní Panamu
- K. g. guimeti (Bourcier, 1843) - od východní Kolumbie a severní Venezuely až po východní Ekvádor a sever Peru
- K. g. pallidiventris (Stolzmann, 1926) - východní Peru a západní Bolívie

## Popis
Kolibřík fialovohlavý má průměrně 8,1 cm na délku s krátkým rovným zobákem, který má průměrně 1,3 cm na délku. Hlava a hrdlo samce jsou intenzivně fialovomodré (v závislosti na úhlu pohledu) s bílými skvrnami za každým okem, které vynikají na tmavé hlavě. Záda jsou kovově modrozelená (nebo bronzově zelená v závislosti na úhlu pohledu) a hruď je zbarvená do zelena přecházející do šedé barvy břicha. Ocas je zelený s drobnými bílošedými skvrnami. Křídla jsou černá.

## Rozšíření a habitat
Kolibřík fialový se pohybuje od Střední Ameriky až po Jižní Ameriku. To zahrnuje Honduras, Nikaraguu, Kostariku a Panamu ve Střední Americe a západní Venezuelu, Kolumbii, Ekvádor, Peru, severní Brazílii, západní Venezuelu a severní Bolívii. Druh má tendenci být lokálního rozšíření, v některých oblastech je běžný a v jiných zdánlivě totožných oblastech vzácný.
Kolibřík fialovohlavý se vyskytuje v horách a jeho výskyt byl zaznamenán v nadmořské výšce od 200 do 850 metrů v Kostarice, od 400 do 1 850 metrech v Kolumbii a od 150 do 1 900 metrů ve Venezuele.
Kolibřík fialovohlavý se vyskytuje na okrajích vlhkých pralesů, v druhotných lesích, v křovinách a v houštinách a v různých člověkem modifikovaných biotopech, jako jsou živé ploty z rostlin rodu vratiklas v Kostarice a kávové plantáže pěstované ve stínu ve Venezuele.

## Chování

### Rozmnožování
V Kostarice samci zpívají ve volných lekových systémech počínaje říjnem a zesilují až do období rozmnožování v prosinci. Zpěv pokračuje až do období sucha, kdy květy v únoru a březnu zmizí. Zpěv znovu zesílí, když v dubnu znovu začne pršet, ale vydatné deště v květnu zpěv znovu utlumí až do října. Lekové systémy se nacházejí 5 až 18 metrů nad zemí na okraji mýtin. Občas zazpívá jedinec sólo bez dalších kolibříků fialových v blízkosti.
Hnízdo si kolibřík fialovohlavý staví 1 až 5 metrů nad zalesněnými horskými potoky. Obvykle je staví v únoru, ale někdy již v lednu. Poslední mláďata opouštějí hnízdo v květnu.

### Potrava
Kolibřík fialovohlavý pije nektar z podrostu kvetoucích keřů a také si bere na křídla drobný hmyz. V Kostarice byla zaznamenána zvláštní záliba v květech rostlin rodu vratiklas s jedním jedincem na každých 5 až 7 metrech na živém plotu poblíž Murcie.